# قائمة رحلات عبد الفتاح السيسي الخارجية في الفترة الرئاسية الأولى
قام عبد الفتاح السيسي الرئيس السادس لجمهورية مصر العربية، بعدد من الرحلات بلغ 76 رحلة دولية إلى 36 دولة خلال فترة رئاسته الأولى، التي بدأت في 3 يونيو 2014 وانتهت في 2 يونيو 2018، وأبرمت اتفاقيات عسكرية واقتصادية وثقافية خلال زياراته الخارجية، وقلده قادة الدول أو مؤسساتها بعض القلادات أو الجوائز الرفيعة عند زيارته لدولهم.
عادة ما استقل السيسي الطائرة الرئاسية من نوع «إيرباص إيه 340-200» في الرحلات الخارجية.
تشمل القائمة رحلات عبد الفتاح السيسي خارج مصر بصفته رئيس الجمهورية في الفترة الرئاسية الأولى، ولا تشمل رحلاته داخل محافظات مصر بصفته رئيس الجمهورية، أو داخلها أو خارجها بصفاته السابقة كمدير إدارة المخابرات الحربية والاستطلاع أو وزير الدفاع والإنتاج الحربي أو النائب الأول لرئيس مجلس الوزراء، ولا تشمل الاستقبالات الرئاسية داخل مصر أو الاتصالات الهاتفية أو اللقاءات الافتراضية الرئاسية، أو رحلاته خارج مصر بعد الفترة الرئاسية الأولى.

## الملخص
- رحلة واحدة إلى: الجزائر، سلطنة عمان، كينيا، تنزانيا، الغابون، تشاد، فيتنام، كوريا الجنوبية، كازاخستان، اندونيسيا، سنغافورة، الفاتيكان، سويسرا، اسبانيا، البرتغال، المجر، المملكة المتحدة، اليونان، الكويت، البحرين، إيطاليا، اليابان.
- رحلتان إلى: روسيا، غينيا الاستوائية، رواندا، أوغندا، الهند، قبرص، ألمانيا.
- ثلاث رحلات إلى: فرنسا.
- أربع رحلات إلى: الصين، الأردن، السودان
- خمس رحلات إلى:الولايات المتحدة، الإمارات العربية المتحدة، أثيوبيا.
- عشر رحلات إلى: السعودية.

## دليل ألوان
رحلات لحضور الجمعية العامة للأمم المتحدة
  رحلات لحضور المنتدى الاقتصادي العالمي
  رحلات لحضور قمة الاتحاد الافريقي
  رحلات لحضور القمة العربية
  رحلات لحضور قمم تشارك بها أكثر من دولة
  رحلات لحضور احتفالات رئاسية
  رحلات لحضور مقابلات رئاسية ثنائية

## 2014

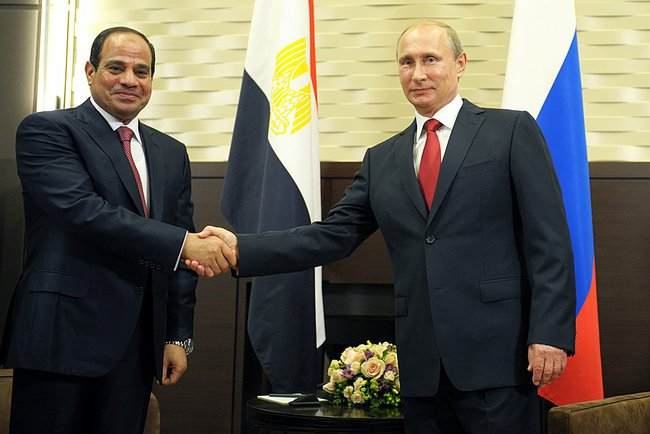
من لقاء رئيس مصر عبد الفتاح السيسي برئيس روسيا الاتحادية فلاديمير بوتين أثناء زيارة الأول إلى روسيا، أغسطس 2014.

قام عبد الفتاح السيسي بالرحلات الدولية التالية خلال عام 2014:
| الرقم                               | الدولة           | المدينة التي قام بزيارتها | التاريخ        | المُستقبِل                       | سبب الزيارة ومجرياتها | المصدر               |
| ----------------------------------- | ---------------- | ------------------------- | -------------- | ------------------------------ | --- | -------------------- |
| • الرحلات الرئاسية الدولية (2014) • |                  |                           |                |                                | |                      |
| 1                                   | الجزائر          | الجزائر العاصمة           | 25 يونيو       | عبد العزيز بوتفليقة            | لقاء رئيس الجزائر عبد العزيز بوتفليقة لبحث العلاقات الجزائرية المصرية وتطورات الأوضاع في المنطقة العربية ومنطقة الساحل والصحراء في زيارة قصيرة. – – صرحت حركة مجتمع السلم بخصوص الزيارة أنها لا تشرف الشعب الجزائري، وأكدت أنها تقف إلى جانب الشعب المصري حتى عودة الديمقراطية والحريات لمصر             | [ 3 ] [ 4 ] [ 5 ]    |
| 2                                   | غينيا الاستوائية | مالابو                    | 25 - 26 يونيو  | تيودورو أوبيانغ                | حضور الدورة الثالثة والعشرين لمؤتمر القمة الأفريقية | [ 6 ] [ 7 ]          |
| 3                                   | السودان          | الخرطوم                   | 27 يونيو       | عمر البشير                     | لقاء رئيس السودان عمر البشير والاطمئنان على صحته بعد إجرائه لعملية جراحية في زيارة استغرقت ثلاث ساعات. | [ 8 ]                |
| 4                                   | السعودية         | جدة - مكة                 | 10 - 11 أغسطس  | عبد الله بن عبد العزيز آل سعود | تناول الأوضاع الإقليمية في قطاع غزة، العراق وسوريا وليبيا. تم اهداء السيسي من الملك عبد الله قلادة الملك عبد العزيز وهي أعلى قلادة سعودية. أدّى السيسي مناسك العمرة وصلّى داخل الكعبة المشرفة. | [ 9 ] [ 10 ]         |
| 5                                   | روسيا            | سوتشي                     | 12 - 13 أغسطس  | فلاديمير بوتين                 | بحث الوضع الإقليمي في سوريا والعراق وليبيا وقطاع غزة، وتنسيق المواقف في مكافحة الإرهاب. تم الاتفاق على مواصلة التعاون العسكري الفني بين البلدين، وزيادة صادرات السلع الغذائية المصرية إلى روسيا، وزيادة توريدات القمح الروسي إلى مصر. تم الاتفاق على تعزيز العلاقات الاقتصادية والتجارية بين مصر وروسيا. | [ 11 ] [ 12 ]        |
| 6                                   | الولايات المتحدة | نيويورك                   | 21 - 26 سبتمبر | باراك أوباما                   | حضور الدورة التاسعة والستين للجمعية العامة للأمم المتحدة، وحضور قمة المناخ. لقاء رئيس الولايات المتحدة، استعراض برنامج الحكومة المصرية في المجالين السياسي والاقتصادي، ونقاش موقف مصر المساند للمطالب الفلسطينية في إنهاء الاحتلال وإقامة الدولة الفلسطينية وتناول الوضع في ليبيا واليمن.                | [ 13 ] [ 14 ] [ 15 ] |
| 7                                   | إيطاليا          | روما                      | 24 نوفمبر      | جورجو نابوليتانو               | بحث تطورات الأوضاع في المنطقة، خصوصًا في ليبيا وسوريا والأراضي الفلسطينية، تناول العلاقات المصرية الإيطالية وسبل تعزيزها. | [ 16 ] [ 17 ]        |
| 8                                   | الفاتيكان        | الفاتيكان                 | 24 نوفمبر      | البابا فرنسيس                  | التقدير لمواقف البابا فرنسيس إزاء الانفتاح على الحوار مع الإسلام، ومساعيه لوقف التدخل العسكري في سوريا، توطيد العلاقات الثنائية على المستويين السياسي والديني عبر تفعيل الحوار مع الأزهر والكنيسة القبطية الأرثوذكسية عقب زيارة تواضروس الثاني بابا الأسكندرية في مايو 2013.                             | [ 18 ]               |
| 9                                   | فرنسا            | باريس                     | 25 نوفمبر      | فرانسوا أولاند                 | مناقشة تعزيز العلاقات الثنائية وبحث تطورات الأوضاع في ليبيا. أُبرمت ثلاث اتفاقيات هي إعلان نوايا حول الشراكة الفرنسية المصرية تتعلق بمترو أنفاق القاهرة، دعم البنية التحتية في مصر، دعم التوظيف عبر تمويل الشركات الصغيرة في المناطق الأكثر فقراً.                                                         | [ 19 ] [ 20 ]        |
| 10                                  | الأردن           | عَمّان                      | 11 ديسمبر      | عبد الله الثاني بن الحسين      | اجراء مباحثات مع العاهل الأردني حول العلاقات بين البلدين وتطورات الأوضاع الإقليمية والدولية، ومكافحة الإرهاب، ومناقشة الأوضاع في سوريا وفلسطين. تم التحذير من كلا الجانبين من خطورة المساس بالوضع القائم في مدينة القدس والمقدسات فيها.                                                                  | [ 21 ]               |
| 11                                  | الصين            | بكين - سيتشوان            | 21 - 25 ديسمبر | شي جين بينغ                    | الاتفاق على استراتيجية لمكافحة الإرهاب وزيادة التعاون والتنسيق المشترك في هذا المجال، والتأكيد على فكرة إنشاء جامعة صينية للعلوم في سيناء أو في مدينة الإسماعيلية الجديدة. تم توقيع اتفاقيات تعاون بين القاهرة وبكين، في مجالات الاقتصاد وعلوم الفضاء والاستشعار عن بعد، والطاقة، والبحث العلمي.         | [ 22 ]               |

## 2015

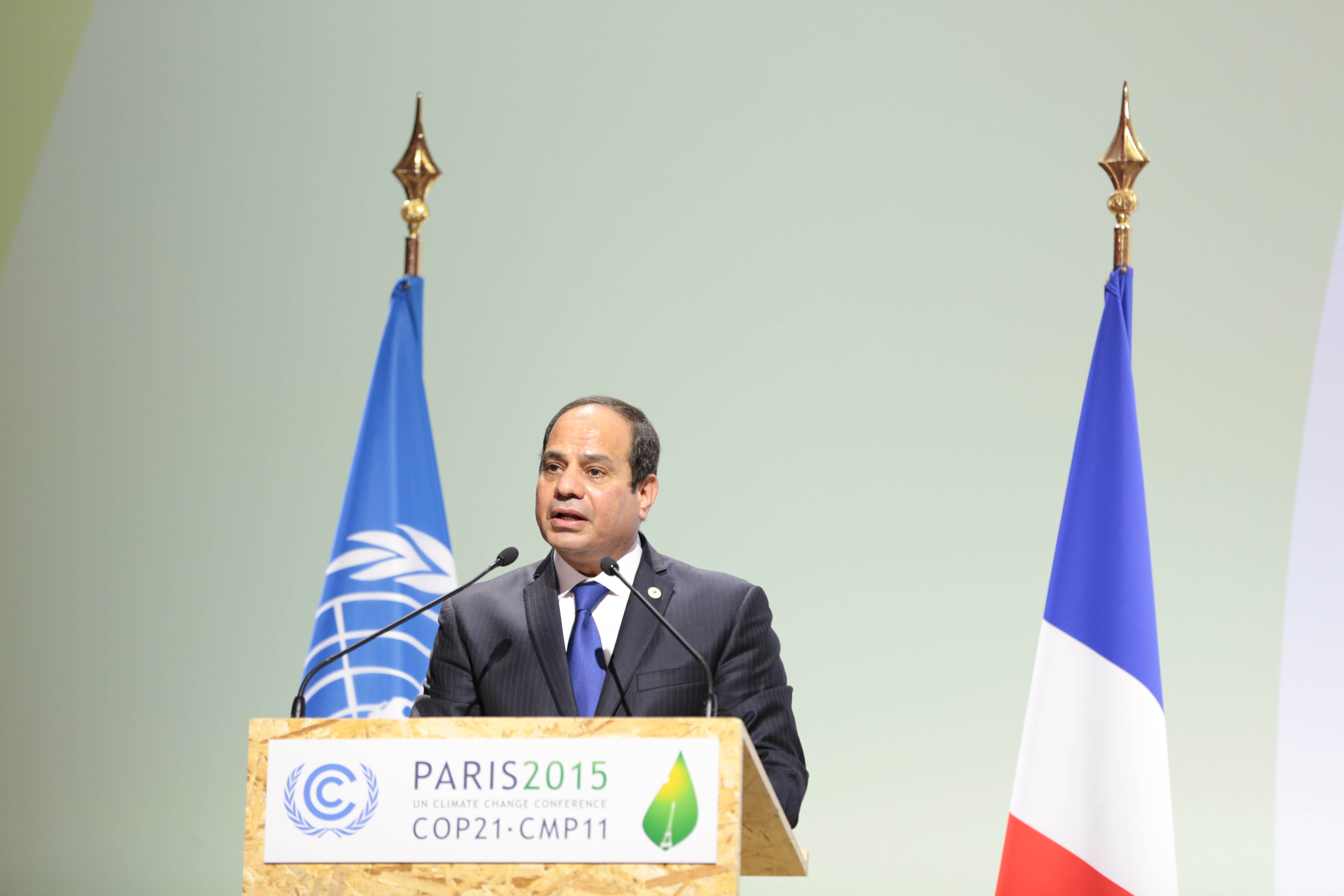
السيسي يلقي كلمة مصر في قمة المناخ في باريس، نوفمبر 2015.

قام عبد الفتاح السيسي بالرحلات الدولية التالية خلال عام 2015:
| الرقم                               | الدولة                   | المدينة التي قام بزيارتها | التاريخ              | المُستقبِل                                      | سبب الزيارة ومجرياتها | المصدر                      |
| ----------------------------------- | ------------------------ | ------------------------- | -------------------- | --------------------------------------------- | --- | --------------------------- |
| • الرحلات الرئاسية الدولية (2015) • |                          |                           |                      |                                               | |                             |
| 12                                  | الكويت                   | مدينة الكويت              | 5 - 6 يناير          | صباح الأحمد الجابر الصباح                     | بحث سبل دعم العلاقات الكويتية المصرية، وتعزيز التعاون على الصعيدين الأمنى والاقتصادى. قلّد أمير دولة الكويت السيسى قلادة مبارك الكبير أرفع وسام في دولة الكويت. | [ 23 ] [ 24 ] [ 25 ] [ 26 ] |
| 13                                  | الإمارات العربية المتحدة | أبو ظبي                   | 18 - 19 يناير        | محمد بن راشد آل مكتوم - محمد بن زايد آل نهيان | عقد لقاء مع حاكمي إماراتي أبو ظبي ودبي ورجال أعمال إماراتيين لمناقشة سبل تعزيز العلاقات الاقتصادية بين مصر والإمارات قبل انعقاد مؤتمر دعم وتنمية الاقتصاد المصري. زيارة جامع الشيخ زايد وضريحه وقراءة الفاتحة على روحه. | [ 27 ] [ 28 ] [ 29 ]        |
| 14                                  | السعودية                 | الرياض                    | 19 يناير             | عبد الله بن عبد العزيز آل سعود                | الاطمئنان على صحة ملك السعودية عبد الله بن عبد العزيز آل سعود في زيارة مفاجئة. | [ 30 ]                      |
| 15                                  | سويسرا                   | زيورخ - دافوس             | 21 - 23 يناير        | سيمونيتا سوماروغا                             | حضور المنتدى الاقتصادي العالمي في دافوس. دعوة قادة الدول ورؤساء الشركات المشاركين في أعمال المنتدى لحضور مؤتمر دعم وتنمية الاقتصاد المصري في مدينة شرم الشيخ المصرية. قرر السيسي قطع الزيارة والتوجه للرياض لآداء واجب العزاء في وفاة عبد الله بن عبد العزيز ملك السعودية. | [ 31 ] [ 32 ]               |
| 16                                  | السعودية                 | الرياض                    | 24 يناير             | سلمان بن عبد العزيز آل سعود                   | آداء واجب العزاء في وفاة عبد الله بن عبد العزيز ملك السعودية. | [ 31 ]                      |
| 17                                  | إثيوبيا                  | أديس أبابا                | 28 - 30 يناير        | مولاتو تيشومي - هايلي مريام ديسالين           | حضور الدورة الرابعة والعشرين لقمة الاتحاد الافريقي. قرر السيسي قطع الزيارة والعودة للقاهرة بعد حادث إرهابي أودى بحياة عدد من العسكريين في الجيش المصري في شمال سيناء لمتابعة تطورات الاوضاع. | [ 33 ] [ 33 ]               |
| 18                                  | السعودية                 | الرياض                    | 1 مارس               | سلمان بن عبد العزيز آل سعود                   | بحث تطورات الأوضاع في المنطقة مع ملك السعودية في زيارة قصيرة. | [ 34 ]                      |
| 19                                  | السودان                  | الخرطوم                   | 23 مارس              | عمر البشير                                    | المشاركة في القمة الثلاثية بين السودان ومصر وإثيوبيا. توقيع وثيقة إعلان المبادئ لسد النهضة | [ 35 ]                      |
| 20                                  | إثيوبيا                  | أديس أبابا                | 23 - 25 مارس         | مولاتو تيشومي - هايلي مريام ديسالين           | بحث العلاقات المصرية الإثيوبية مع الرئيس ورئيس الوزراء الأثيوبيين. إلقاء كلمة أمام مجلس الشعب الإثيوبي. | [ 36 ]                      |
| 21                                  | قبرص                     | نيقوسيا                   | 29 أبريل             | نيكوس أناستاسيادس                             | متابعة لنتائج القمة الثلاثية بين مصر واليونان وقبرص التى عقدت في القاهرة في نوفمبر 2014. | [ 37 ]                      |
| 22                                  | إسبانيا                  | مدريد                     | 30 أبريل             | فيليب السادس                                  | عقد مباحثات ثنائية مع ملك إسبانيا وتوقيع 5 اتفاقيات ومذكرات تفاهم في مجالات مختلفة. | [ 38 ] [ 39 ]               |
| 23                                  | السعودية                 | الرياض                    | 2 مايو               | سلمان بن عبد العزيز آل سعود                   | لقاء عاهل السعودية سلمان بن عبد العزيز آل سعود في زيارة قصيرة للتشاور. | [ 40 ]                      |
| 24                                  | روسيا                    | موسكو                     | 8 - 9 مايو           | فلاديمير بوتين                                | حضور احتفالات عيد النصر الروسي. | [ 41 ] [ 42 ] [ 43 ]        |
| 25                                  | الأردن                   | عمان - البحر الميت        | 21 - 23 مايو         | عبد الله الثاني بن الحسين                     | المشاركة في أعمال المنتدى الاقتصادي العالمي بمنطقة البحر الميت. | [ 44 ]                      |
| 26                                  | السودان                  | الخرطوم                   | 2 - 3 يونيو          | عمر البشير                                    | تهنئة رئيس السودان عمر البشير والمشاركة في مراسم تنصيبه وأدائه اليمين الدستورية رئيساً للسودان لولاية جديدة. | [ 45 ]                      |
| 27                                  | ألمانيا                  | برلين                     | 3 - 5 يونيو          | يواخيم غاوك - أنغيلا ميركل                    | عقد لقاءات مع الرئيس الألماني والمستشارة الالمانية لتعزيز العلاقات المصرية الألمانية في المجالين السياسي والاقتصادي ومناقشة التطورات في الوطن العربي، وعقد لقاءات مع نواب بالرلمان الألماني ورجال أعمال. | [ 46 ] [ 47 ]               |
| 28                                  | سنغافورة                 | سنغافورة                  | 30 أغسطس - 1 سبتمبر  | توني تان                                      | حضور احتفال العيد الخمسين لاستقلال سنغافورة، واحتفال البلدين بإقامة العلاقات الدبلوماسية بينهما منذ خمسين عاماً. اجراء لقائين مع رئيس سنغافورة ورئيس الوزراء لبحث الاستفادة من خبرة سنغافورة في إدارة وتطوير الموانئ، وتحسين جودة التعليم العام والفني، وإدارة الموارد المائية وتحلية المياه. قام السيسي بزيارة مركز الوئام الاسلامي والتقي بمفتي سنغافورة وعدد من خريجي جامعة الأزهر. | [ 48 ]                      |
| 29                                  | الصين                    | بكين                      | 1 - 3 سبتمبر         | شي جين بينغ                                   | حضور احتفالات الصين بمناسبة الذكرى السبعين للانتصار في الحرب العالمية الثانية. | [ 49 ]                      |
| 30                                  | إندونيسيا                | جاكرتا                    | 3 - 5 سبتمبر         | جوكو ويدودو                                   | مناقشة سبل تعزيز العلاقات الإندونيسية المصرية مع رئيس إندونيسيا تم التوقيع على مذكرتي تفاهم في مجال التدريب والتعليم الدبلوماسي، وفي مجال إعفاء حاملي جوازات السفر الدبلوماسية والخاصة والمهمة من تأشيرات الدخول. | [ 50 ] [ 51 ]               |
| 31                                  | الولايات المتحدة         | نيويورك                   | 24 - 28 سبتمبر       | باراك أوباما                                  | المشاركة في الدورة السبعين للجمعية العامة للأمم المتحدة. | [ 52 ]                      |
| 32                                  | الإمارات العربية المتحدة | أبو ظبي - دبي             | 27 - 28 أكتوبر       | محمد بن زايد آل نهيان - محمد بن راشد آل مكتوم | مناقشة عدد من القضايا الإقليمية ذات الاهتمام المشترك، وأزمات سوريا، وليبيا، واليمن، بالإضافة إلى القضية الفلسطينية. | [ 53 ]                      |
| 33                                  | الهند                    | نيودلهي                   | 28 - 29 أكتوبر       | ناريندرا مودى                                 | المشاركة في النسخة الثالثة من قمة منتدى الهند - إفريقيا. | [ 54 ]                      |
| 34                                  | المملكة المتحدة          | لندن                      | 4 - 6 نوفمبر         | ديفيد كاميرون                                 | عقد لقاء مع رئيس الوزراء البريطاني ديفيد كاميرون، للتباحث حول سبل تعزيز العلاقات الثنائية في المجالات السياسية والاقتصادية والأمنية، وعقد لقاءات مع وزير الدفاع البريطاني ونواب من البرلمان البريطاني. | [ 55 ]                      |
| 35                                  | السعودية                 | الرياض                    | 10 - 11 نوفمبر       | سلمان بن عبد العزيز آل سعود                   | المشاركة في قمة الدول العربية وأمريكا اللاتينية وقت رئاسة مصر للقمة العربية. لقاء ملك السعودية سلمان بن عبد العزيز آل سعود لتناول العلاقات المصرية السعودية والقضايا الإقليمية. إنشاء مجلس التنسيق المصرى السعودى لاستكمال التوافق بشأن القوة العربية المشتركة. | [ 56 ] [ 57 ]               |
| 36                                  | فرنسا                    | باريس                     | 29 نوفمبر - 1 ديسمبر | فرانسوا أولاند                                | حضور فعاليات قمة المناخ وإلقاء بيان الدول الإفريقية. | [ 58 ]                      |
| 37                                  | اليونان                  | أثينا                     | 8 - 9 ديسمبر         | أليكسيس تسيبراس                               | حضور القمة الثلاثية المصرية اليونانية القبرصية. | [ 59 ]                      |

## 2016

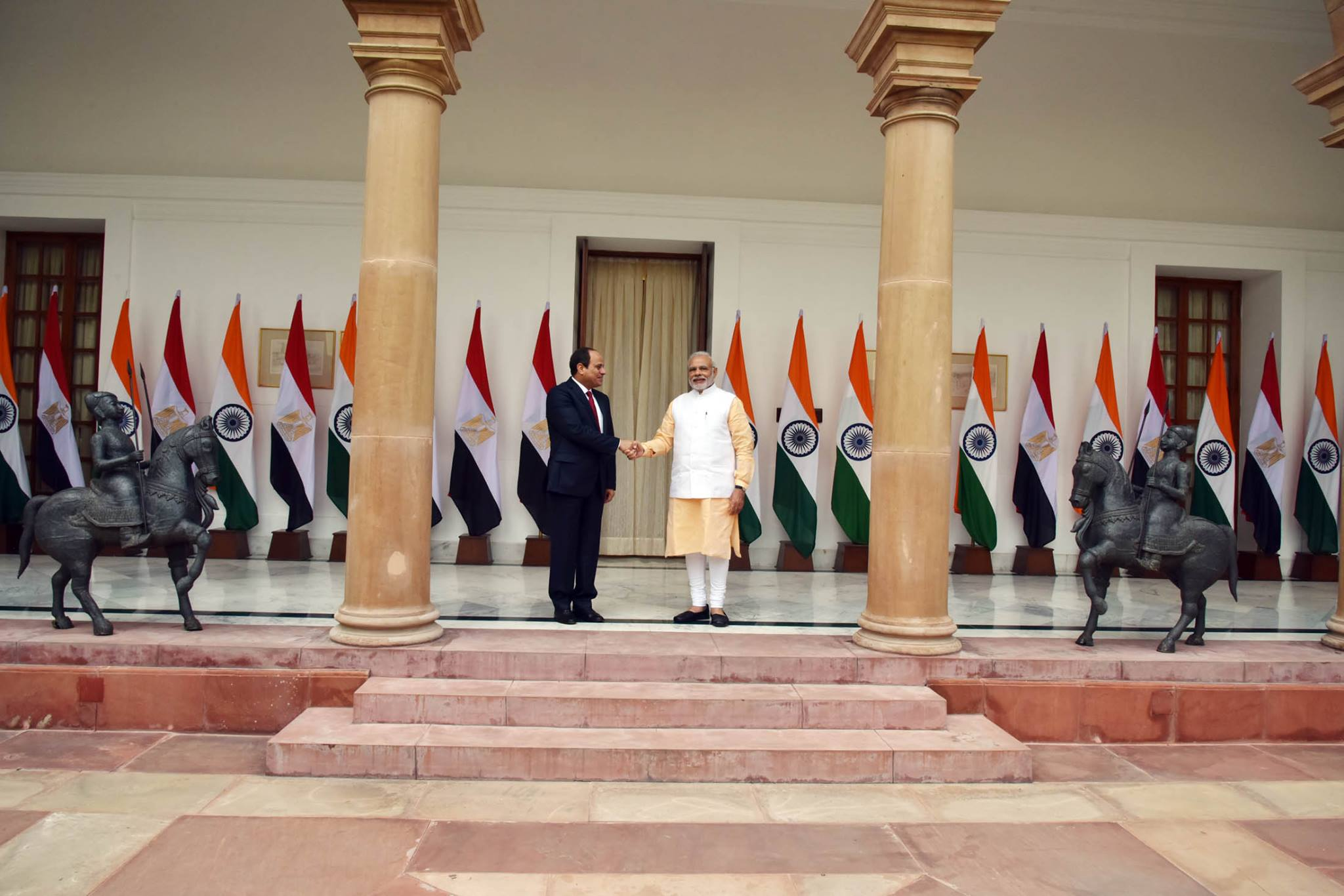
لقاء رئيس مصر عبد الفتاح السيسي برئيس وزراء الهند ناريندرا مودي أثناء زيارته للهند، سبتمبر 2016

قام عبد الفتاح السيسي بالرحلات الدولية التالية خلال عام 2016:
| الرقم                               | الدولة                   | المدينة التي قام بزيارتها | التاريخ            | المُستقبِل                                      | سبب الزيارة ومجرياتها | المصدر        |
| ----------------------------------- | ------------------------ | ------------------------- | ------------------ | --------------------------------------------- | --- | ------------- |
| • الرحلات الرئاسية الدولية (2016) • |                          |                           |                    |                                               | |               |
| 37                                  | إثيوبيا                  | أديس أبابا                | 29 - 31 يناير      | مولاتو تيشومي - هايلي مريام ديسالين           | المشاركة في أعمال القمة الأفريقية العادية السادسة والعشرين. | [ 60 ]        |
| 38                                  | كازاخستان                | نور سلطان                 | 26 - 28 فبراير     | نور سلطان نظرباييف                            | لقاء السيسي بالرئيس الكازاخي نور سلطان نظرباييف لبحث العلاقات الكازاخستانية المصرية بالتزامن مع الاحتفال بمرور 24 عامًا علي إقامة العلاقات الدبلوماسية بين البلدين. حضور مراسم توقيع اتفاقية المشاركة المصرية في معرض إكسبو-2017 الدولي بأستانا، وانضمام مصر إلى المنظمة الإسلامية للأمن للغذائي. بحث الاستفادة من تجربة العاصمة الكازاخستانية لبناء العاصمة الإدارية بمصر. | [ 61 ]        |
| 39                                  | اليابان                  | طوكيو                     | 28 فبراير - 2 مارس | شينزو آبي                                     | عقد جلسة مباحثات رسمية مع رئيس وزراء اليابان شينزو آبي لتعزيز العلاقات المصرية اليابانية، لقاء ولي عهد اليابان لبحث العلاقات والاطمئنان على صحة امبراطور اليابان. القاء كلمة أمام مجلسي النواب والشيوخ اليابانيين وأخرى أمام مجلس الأعمال المصري الياباني. | [ 62 ]        |
| 40                                  | كوريا الجنوبية           | سول                       | 2 - 4 مارس         | باك غن هي                                     | عقد جلسة مباحثات مع باك غن هي رئيسة كوريا الجنوبية لتعزيز العلاقات الكورية الجنوبية المصرية خاصة في المشروعات القومية الجديدة وعلى رأسها مشروع محور تنمية قناة السويس، والقضايا الإقليمية في منطقتي الشرق الأوسط وشرق أسيا. التوقيع على اتفاقيات لقروض في مجالات التعليم والصناعة والتجارة والنقل. ألقى السيسي كلمة أمام مجلس الأعمال المصري الكوري.                       | [ 62 ] [ 63 ] |
| 41                                  | السعودية                 | حفر الباطن                | 9 - 10 مارس        | سلمان بن عبد العزيز آل سعود                   | حضور البيان الختامي لمناورات رعد الشمال المشتركة في المنطقة الشمالية بالسعودية | [ 64 ] [ 65 ] |
| 42                                  | رواندا                   | كيغالي                    | 15 - 18 يوليو      | بول كاغامه                                    | رئاسة وفد مصر في القمة الأفريقية السابعة والعشرين كأول رئيس مصري يزور رواندا. | [ 66 ]        |
| 43                                  | الهند                    | نيودلهي                   | 1 - 3 سبتمبر       | براناب موخرجي - ناريندرا مودي                 | التقى السيسى كلا من رئيس الهند، ونائبه، ورئيس وزراء الهند، بالإضافة إلى عدد من كبار المسؤولين ورجال الأعمال الهنود لبحث دعم العلاقات المصرية الهندية الاقتصادية والاستثمارية والتنموية. | [ 67 ]        |
| 44                                  | الصين                    | هانغتشو                   | 3 - 5 سبتمبر       | شي جين بينغ                                   | المشاركة في قمة مجموعة العشرين بدعوة من الصين. | [ 68 ]        |
| 45                                  | الولايات المتحدة         | نيويورك                   | 18 - 22 سبتمبر     | باراك أوباما                                  | المشاركة في أعمال الدورة الحادية والسبعين للجمعية العامة للأمم المتحدة وقمة مجلس الأمن الدولي حول التطورات في الشرق الأوسط. ترأس السيسي قمة مجلس السلم والأمن الإفريقي التي عقدت على هامش أعمال الجمعية العامة لمناقشة تطورات الأوضاع في جنوب السودان. |               |
| 46                                  | السودان                  | الخرطوم                   | 11 أكتوبر          | عمر البشير                                    | المشاركة في ختام أعمال مؤتمر الحوار الوطني السوداني. | [ 69 ]        |
| 47                                  | البرتغال                 | لشبونة                    | 20 - 22 نوفمبر     | مارسيلو ريبيلو دي سوزا                        | عقد جلسة مباحثات مع رئيس البرتغال لتعزيز العلاقات المصرية البرتغالية ومكافحة الإرهاب والهجرة غير الشرعية وتطورات قضايا منطقة الشرق الأوسط. عقد جلسة مباحثات مع رئيس وزراء البرتغال. أهدى عمدة لشبونة السيسي رمز مفتاح لشبونة المُهدَى عادةً للرؤساء. | [ 70 ]        |
| 48                                  | غينيا الاستوائية         | مالابو                    | 22 - 23 نوفمبر     | تيودورو أوبيانغ                               | المشاركة في أعمال القمة العربية الأفريقية الرابعة. | [ 71 ]        |
| 49                                  | الإمارات العربية المتحدة | أبو ظبي                   | 1 - 3 ديسمبر       | محمد بن زايد آل نهيان - محمد بن راشد آل مكتوم | حضور احتفالات اليوم الوطني الخامس والأربعين في الإمارات العربية المتحدة. | [ 72 ]        |
| 50                                  | أوغندا                   | عنتيبي                    | 18 ديسمبر          | يوري موسفني                                   | بحث سبل تعزيز العلاقات الثنائية بين مصر وأوغندا في زيارة مفاجئة. | [ 73 ]        |

## 2017

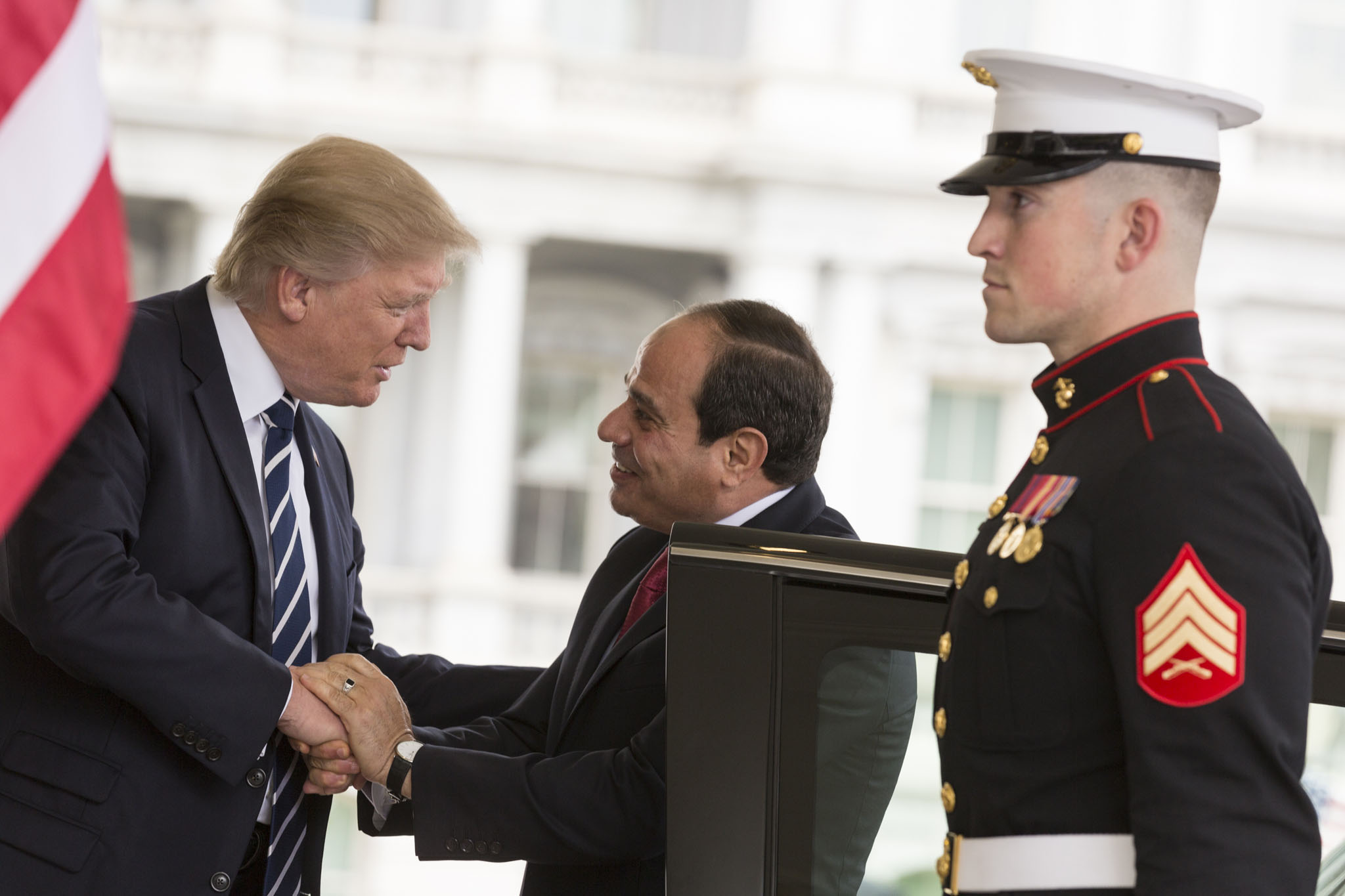
دونالد ترامب يستقبل السيسي أثناء زيارته للولايات المتحدة، أبريل 2017.

قام عبد الفتاح السيسي بالرحلات الدولية التالية خلال عام 2017:
| الرقم                               | الدولة                   | المدينة التي قام بزيارتها | التاريخ        | المُستقبِل                            | سبب الزيارة ومجرياتها | المصدر |
| ----------------------------------- | ------------------------ | ------------------------- | -------------- | ----------------------------------- | --- | ------ |
| • الرحلات الرئاسية الدولية (2017) • |                          |                           |                |                                     | |        |
| 51                                  | إثيوبيا                  | أديس أبابا                | 30 - 31 يناير  | مولاتو تيشومي - هايلي مريام ديسالين | المشاركة في القمة الثامنة والعشرين للاتحاد الإفريقي. | [ 74 ] |
| 52                                  | كينيا                    | نيروبي                    | 18 فبراير      | أوهورو كينياتا                      | لقاء رئيس كينيا لمناقشة العلاقات السياسية والاقتصادية بين الدولتين في زيارة قصيرة ليوم واحد. | [ 75 ] |
| 35                                  | الأردن                   | عَمّان - منطقة البحر الميت  | 28 - 29 مارس   | عبد الله الثاني بن الحسين           | المشاركة في أعمال القمة العربية الثامنة والعشرين. | [ 76 ] |
| 54                                  | الولايات المتحدة         | واشنطن العاصمة            | 1 - 6 أبريل    | دونالد ترامب                        | الزيارة الأولى للسيسي إلى واشنطن العاصمة منذ توليه الحكم. بحث السيسي مع رئيس الولايات المتحدة سبل تعزيز العلاقات المصرية الأمريكية السياسية والاقتصادية، وسبل التعاون في مكافحة الإرهاب في الشرق الأوسط. تم عقد مقابلات مع مدير البنك الدولي ومدير صندوق النقد الدولي ووزير الخزانة الأمريكي لمناقشة برنامج الإصلاح الاقتصادي المصري. | [ 77 ] |
| 55                                  | السعودية                 | الرياض                    | 23 - 24 أبريل  | سلمان بن عبد العزيز آل سعود         | لقاء ملك السعودية لمناقشة التطورات في المنطقة وسبل مكافحة الارهاب والتدخلات في المنطقة العربية. | [ 78 ] |
| 56                                  | الإمارات العربية المتحدة | أبو ظبي                   | 3 - 4 مايو     | محمد بن زايد آل نهيان               | لقاء ولي عهد أبو ظبي لمناقشة تعزيز العلاقات المصرية الإماراتية في المجال الاقتصادي وتعزيز الأمن القومي العربي. | [ 79 ] |
| 57                                  | الكويت                   | مدينة الكويت              | 7 - 8 مايو     | صباح الأحمد الجابر الصباح           | لقاء أمير الكويت تعزيز العلاقات المصرية الكويتية في كافة المجالات وتعزيز الأمن القومي للمنطقة. تم لقاء كل من رئيس وزراء الكويت ووزير خارجية الكويت. | [ 80 ] |
| 58                                  | البحرين                  | المنامة                   | 8 - 9 مايو     | حمد بن عيسى بن سلمان آل خليفة       | لقاء ملك البحرين لاستكمال مناقشات قمة البحر الميت وسبل مكافحة الإرهاب. تم لقاء رئيس مجلس النواب البحريني ووزيرة الثقافة البحرينية. تم إهداء السيسي وسام الشيخ عيسى آل خليفة أرفع وسام في مملكة البحرين | [ 80 ] |
| 59                                  | السعودية                 | الرياض                    | 20 - 21 مايو   | سلمان بن عبد العزيز آل سعود         | المشاركة في القمة العربية الإسلامية الأمريكية (قمة الرياض). | [ 81 ] |
| 60                                  | ألمانيا                  | برلين                     | 11 - 13 يونيو  | أنغيلا ميركل                        | حضور قمة مصغرة حول الشراكة والاستثمار في مستقبل القارة الإفريقية، تحت مظلة الرئاسة الألمانية لمجموعة العشرين | [ 82 ] |
| 61                                  | أوغندا                   | عنتيبي                    | 22 - 24 يونيو  | يوري موسفني                         | لمشاركة في قمة دول حوض النيل المنعقدة للمرة الأولى | [ 83 ] |
| 62                                  | المجر                    | بودابست                   | 2 - 4 يوليو    | يانوش أدير                          | المشاركة في القمة الاستثنائية التي يعقدها تجمع دول "فيشجراد" مع مصر الذي يضم كلا من المجر وبولندا والتشيك وسلوفاكيا. | [ 84 ] |
| 63                                  | تنزانيا                  | دار السلام                | 14 - 15 أغسطس  | جون بومبيه ماغوفولي                 | عقد مباحثات مع رئيس تنزانيا لبحث تعزيز العلاقات المصرية التنزانية في أول زيارة لمسؤول مصري منذ 1968. | [ 85 ] |
| 64                                  | رواندا                   | كيغالي                    | 15 - 16 أغسطس  | بول كاغامه                          | عقد جلسة مباحثات ثنائية مع رئيس رواندا، أعقبتها جلسة مباحثات موسعة بحضور وفدي البلدين لتعزيز العلاقات المصرية الرواندية | [ 86 ] |
| 65                                  | الغابون                  | ليبرفيل                   | 16 - 17 أغسطس  | علي بونغو أونديمبا                  | عقد جلسة مباحثات ثنائية مع رئيس الغابون لتعزيزالعلاقات الاقتصادية والتجارية بين مصر والغابون بالاضافة للتعاون الأمني والعسكري، وهي أول زيارة لرئيس مصري إلى الغابون. | [ 87 ] |
| 66                                  | تشاد                     | انجمينا                   | 17 أغسطس       | إدريس ديبي إتنو                     | عقد جلسة مباحثات ثنائية مع رئيس تشاد لتعزيز العلاقات المصرية التشادية. | [ 88 ] |
| 67                                  | الصين                    | شيامن                     | 3 - 6 سبتمبر   | شي جين بينغ                         | المشاركة في اجتماعات قمة دول تجمع بريكس بدعوة من رئيس الصين. | [ 89 ] |
| 68                                  | فيتنام                   | هانوي                     | 6 - 7 سبتمبر   | تران داي كوانغ                      | تم لقاء رئيس فيتنام ورئيس وزراء فيتنام بهدف تعزيز العلاقات المصرية الفيتنامية في مختلف المجالات، وهي أول زيارة لرئيس مصري إلى فيتنام. | [ 90 ] |
| 69                                  | الولايات المتحدة         | نيويورك                   | 17 - 22 سبتمبر | دونالد ترامب                        | المشاركة في أعمال الدورة الثانية والسبعين للجمعية العامة للأمم المتحدة وإلقاء كلمة مصر أمام الجمعية العامة. | [ 91 ] |
| 70                                  | فرنسا                    | باريس                     | 23 - 26 أكتوبر | إيمانويل ماكرون                     | عقد مباحثات مع رئيس فرنسا لتعزيز العلاقات الفرنسية المصرية في المجالات السياسية والاقتصادية والعسكرية ومكافحة الإرهاب. تم لقاء رئيس الجمعية الوطنية الفرنسية ورئيس مجلس الشيوخ ورئيس الوزراء الفرنسي. | [ 92 ] |
| 71                                  | قبرص                     | نيقوسيا                   | 20 - 21 نوفمبر | نيكوس أناستاسيادس                   | لقاء رئيس قبرص ورئيس وزراء اليونان في قمة ثلاثية. ألقى السيسي كلمة أمام البرلمان القبرصي. | [ 93 ] |

## 2018
قام عبد الفتاح السيسي بالرحلات الدولية التالية حتى نهاية الفترة الرئاسية الأولى في 2 يونيو 2018:
| الرقم                               | الدولة                   | المدينة التي قام بزيارتها | التاريخ       | المُستقبِل                                      | سبب الزيارة ومجرياتها | المصدر        |
| ----------------------------------- | ------------------------ | ------------------------- | ------------- | --------------------------------------------- | --- | ------------- |
| • الرحلات الرئاسية الدولية (2018) • |                          |                           |               |                                               | |               |
| 72                                  | إثيوبيا                  | أديس أبابا                | 27 - 29 يناير | سهلورق زودي - هايلي مريام ديسالين             | حضور القمة العادية الثلاثين للاتحاد الأفريقي. تم انعقاد قمة ثلاثية بين رؤساء مصر والسودان ورئيس وزراء أثيوبيا بشأن سد النهضة. تم إعلان مصر رئيسًا للاتحاد الأفريقي لعام 2019.                                                                                              | [ 94 ] [ 95 ] |
| 73                                  | عُمان                     | مسقط                      | 4 - 6 فبراير  | قابوس بن سعيد                                 | تعزيز العلاقات العمانية المصرية، خاصة على الصعيد الاقتصادي وتعزيز التبادل التجاري. تطرقت المباحثات إلى عدد من القضايا الإقليمية والدولية ذات الاهتمام المشترك، وخاصة اليمن، سوريا، لبنان والعراق. أجرى السيسي زيارة إلى جامع السلطان قابوس الكبير ودار الأوبرا السلطانية. | [ 96 ]        |
| 74                                  | الإمارات العربية المتحدة | أبو ظبي                   | 6 - 7 فبراير  | محمد بن راشد آل مكتوم - محمد بن زايد آل نهيان | بحث تعزيز العلاقات المصرية الإماراتية في مختلف المجالات وسبل تطويرها، استعراض آخر المستجدات على صعيد القضايا الإقليمية والملفات السياسية ذات الاهتمام المشترك، والتوافق حول مكافحة الإرهاب.                                                                               | [ 96 ]        |
| 75                                  | السعودية                 | الدمام - الجبيل           | 14 - 16 أبريل | سلمان بن عبد العزيز آل سعود                   | حضور القمة العربية العادية التاسعة والعشرين. شهد السيسي خلال هذه الزيارة، ختام فعاليات مناورات درع الخليج المشترك 1 بالمنطقة الشرقية. | [ 97 ] [ 98 ] |

## تعليقات
- السيسي هو أول رئيس مصري يزور دول: سنغافورة، رواندا، الغابون، قبرص، فيتنام.
- أكثر عام قام فيه رئيس مصر عبد الفتاح السيسي برحلات خارجية: 2015 (25 رحلة).
- أقل عام قام فيه رئيس مصر عبد الفتاح السيسي برحلات خارجية: 2018 (4 رحلات (حتى يونيو 2018)).
- أكثر دولة زارها رئيس مصر عبد الفتاح السيسي أثناء حكمه: السعودية (9 مرات)
- أكثر حاكم استقبل رئيس مصر عبد الفتاح السيسي في فترة حكمه: سلمان بن عبد العزيز آل سعود (7 مرات)

## إحصائيات
- اجمالي عدد الرحلات الخارجية: 75 رحلة.
  - عدد الرحلات الخارجية لدول عربية: 27 رحلة.
  - عدد الرحلات الخارجية لدول أفريقية غير عربية: 15 رحلة.
  - عدد الرحلات الخارجية لدول آسيوية غير عربية: 12 رحلة.
  - عدد الرحلات الخارجية لدول أوروبية: 17 رحلة.
  - عدد الرحلات الخارجية لدول في أمريكا الجنوبية: لم يقم عبد الفتاح السيسي برحلات لدول في أمريكا الجنوبية.
  - عدد الرحلات الخارجية لدول في أمريكا الشمالية: 5 رحلات.
  - عدد الرحلات الخارجية لدول أوقيانوسية: لم يقم عبد الفتاح السيسي برحلات لدول أوقيانوسية.
- عدد الرحلات الخارجية لحضور الجمعية العامة للأمم المتحدة: 4 رحلات.
- عدد الرحلات الخارجية لحضور المنتدى الاقتصادي العالمي: رحلتان.
- عدد الرحلات الخارجية لحضور قمة الاتحاد الأفريقي: 6 رحلات.
- عدد الرحلات الخارجية لحضور القمة العربية: رحلتان.
- عدد الرحلات الخارجية لحضور قمم دولية شاركت بها أكثر من دولة: 11 رحلة.
- عدد الرحلات الخارجية لحضور احتفالات دولية: 4 رحلات.
- عدد الرحلات الخارجية لإجراء مقابلات رئاسية ثنائية: 46 رحلة.